# 프랭키 프리시
프랭크 프란시스 프리시(Frank Francis Frisch, 1898년 9월 9일 ~ 1973년 3월 12일)는 "더 포드햄 플래시"(The Fordham Flash), "디 올드 플래시"(The Old Flash)라는 별명으로 알려진 미국의 전 프로 야구 선수이자 감독이다. 메이저 리그 베이스볼(MLB)에서 19시즌 동안 뉴욕 자이언츠 (1919–1926),
세인트루이스 카디널스 (1927–1937)에서 선수로 뛰었다. 주 포지션은 2루수였고 우투양타였다. 1947년 미국 야구 명예의 전당에 헌액되었다.